# L’enfant que j’étais
L’enfant que j’étais – utwór szwajcarskiej piosenkarki Lys Assi napisany przez Géo Voumarda i Émile’a Gardaza, nagrany i wydany w 1957 roku. 
W 1957 roku singiel reprezentował Szwajcarię podczas 2. Konkursu Piosenki Eurowizji. Podczas konkursu, który odbył się 3 marca 1957 roku (czyli w urodziny Assi) w Großer Sendesaal des hessischen Rundfunks we Frankfurcie nad Menem, utwór został wykonany jako ostatni, dziesiąty w kolejności i ostatecznie zdobył 5 punktów, plasując się na ósmym miejscu finałowej klasyfikacji razem z propozycją Bobbejaana Schoepena z Belgii, który otworzył stawkę konkursową piosenką „Straatdeuntje”. Dyrygentem orkiestry podczas obu występów był Willy Berking.